# تونس في الألعاب الأولمبية الصيفية للشباب 2010
تونس من بين الدول المشاركة في الألعاب الأولمبية الصيفية للشباب 2010 بسنغافورة.

## ألعاب القوى
الرياضيون التونسيون الذين حجزوا بطاقات تأهلهم للألعاب الأولمبية للشباب.
ذكور
- رامي غرسلي 110 متر حواجز
- باسم الصالحي 2000 متر موانع

إناث
- عبير البركاوي 400 متر حواجز
- درة المحفوظي القفز بالزانة
- أماني بن سالم رمي الرمح
- نبيهة قداح رمي المطرقة
- سلمى عبد الحميد 100 متر حواجز
- نور صمود 2000 متر موانع